# Washington Double Star Catalog

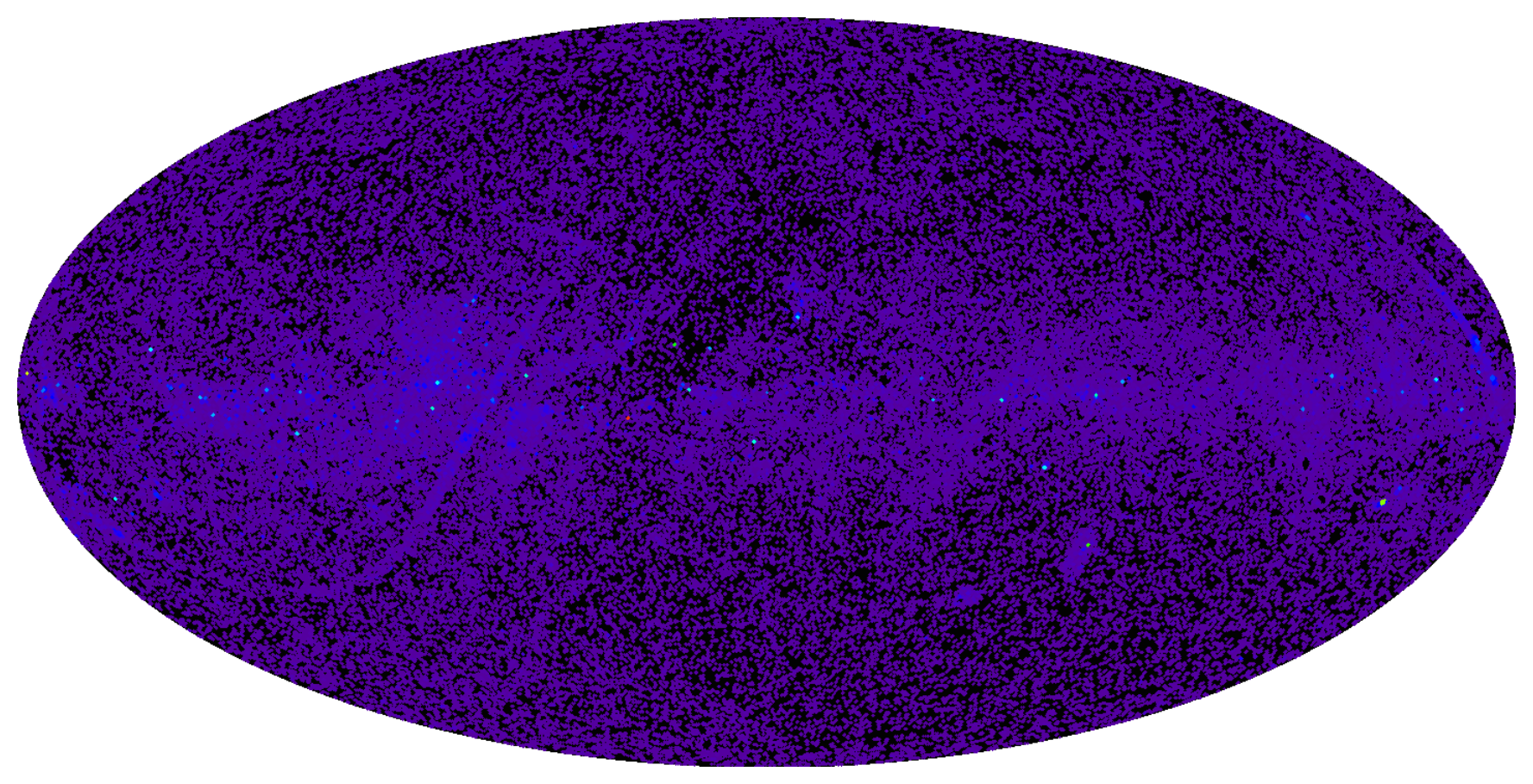
Die Verteilung der Objekte des Katalogs über das Firmament ist ziemlich gleichmäßig.

Der Washington Double Star Catalog (Akronym: WDS) ist ein astronomisches Verzeichnis von mehr als 150 000 Mehrfachsystemen, zumeist Doppelsterne. Er wird vom United States Naval Observatory regelmäßig aktualisiert.

## Inhalt
In seiner aktuellen Ausgabe enthält er Angaben zur
- Zahl der Komponenten
- Daten zu Beobachtungen (erste, letzte, Anzahl)
- Position (Epoche J2000)
- Etwaige Kreuzreferenz zur Bonner oder Córdoba-Durchmusterung

Von den beiden (Haupt-)Komponenten:
- Positionswinkel und Separationswinkel
- Helligkeit
- Eigenbewegung

## Geschichte
Die Erstellung des Katalogs als Zusammenfassung diverser früherer Doppelsternkataloge wie IDS (Jeffers, van den Bos & Greeby, 1963), Burnham (BDS; 1906), Innes, Dawson & van den Bos (SDS; 1927), Aitken & Doolittle (ADS; 1932) und diverse andere wurde am 26. August 1964 beschlossen. Veröffentlichte Ausgaben gab es in den Jahren 1984, 1996, 2001 und 2013.